# James Bieberkraut
James Bieberkraut (* 16. April 1879 in Leipzig; † 1975 in Jerusalem) war ein deutsch-türkischer Maler, Radierer, Restaurator und Wissenschaftler.

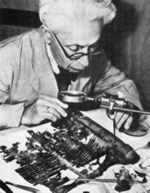
James Bieberkraut in Jerusalem (1940/1950)

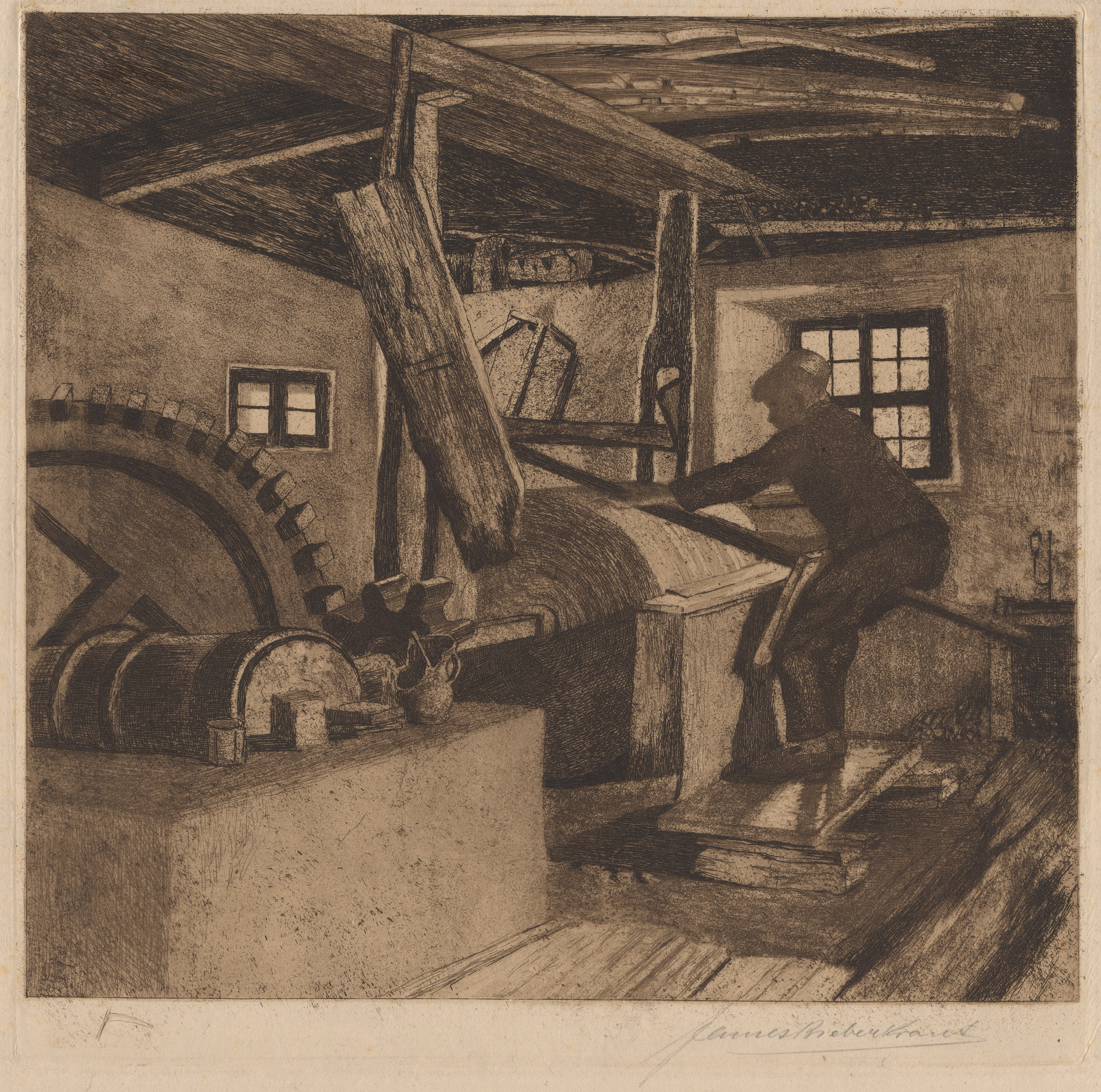
Radierung um 1910 Alte Schleifmühle mit der handschriftlichen Signatur von James Bieberkraut

## Leben
Eltern waren Salomon Bieberkraut und Pepi Bieberkraut (geb. Haimann). Der Vater war Schneidermeister in Leipzig. James Bieberkraut besaß die türkische Staatsangehörigkeit.
Nach ersten Studienjahren in Leipzig zog er nach Berlin, um dort die Kunstakademie (Klasse Boese) zu besuchen. Am 2. November 1898 begann er seinen Unterricht an der Akademie der Bildenden Künste München unter Nikolaus Gysis. Vier Jahre, nämlich bis 1902, blieb er dort Schüler. Es folgten mehrere Auslandsaufenthalte, insbesondere in Italien. Am 16. April 1928 heiratete James Bieberkraut die damals 32-jährige Kunstfotografin Helena Joseph (1896–1983). Die Ehe wurde vor dem Standesamt Rothenburg geschlossen. Bis 1934 war James Bieberkraut in München nachweislich ansässig und arbeitete als Maler und Radierer. Bei der Stadtverwaltung München gab Bieberkraut insgesamt 4 Wohnsitze bekannt; unter anderem die Neureutherstraße 18 sowie zuletzt die Linprunstraße 69. Danach reiste er nach Palästina.
Die Arbeiten des Künstlers sind vorwiegend Landschaften und Porträts. Er arbeitete auch als Auftragskünstler und schuf so unter anderem mehrere Exlibris.
In einem zweiten Lebensabschnitt (in Jerusalem) beschäftigte sich Bieberkraut sehr mit dem Restaurieren alter Dokumente. Er wirkte so in den 1940er und 1950er Jahren maßgeblich an der Restaurierung bzw. an der Öffnung der sogenannten „Dead Sea Scrolls“ mit. Dafür erlangte er weltweit Anerkennung.
Laut Aussagen eines Zeitzeugen, Siegfried Rickler, war James Bieberkraut ca. 1967 für ein Vierteljahr zusammen mit seiner Frau in Deutschland zu Besuch und wohnte bei Betty und Karl Brenner in München. Nach Aussage des Zeitzeugen war James Bieberkraut im Alter von über 90 dann nochmals in München zu Besuch.
Nach Aussage des Zeitzeugen war James Bieberkraut Professor in Jerusalem. Er war Professor für Chemie an der Hebrew University Laut einer Quelle war er kein Professor.
Bieberkraut schuf unter anderem mehrere großformatige Radierungen mit Ansichten der Stadt Jerusalem als Motiv.
Sein, vor allem für die Aquatinta-Radierungen, autodidaktisch erlerntes Wissen im Bereich der Chemie nutzte ihm sehr viel für seine wissenschaftlichen Tätigkeiten.
Im Jahr 2010 hat das Antiquariat Innbuecher, aus der Nähe von München, angefangen das Werk Bieberkrauts wieder aufzudecken. Es sind mehrere Projekte geplant, unter anderem eine Ausstellung in München sowie ein Werkverzeichnis.

## Werke (Auswahl)
- Ölbilder
  - Der Winter
  - Stillleben mit Krebs, 74 × 90 cm
  - Der Morgen
  - Bildnis des Vaters
  - Mädchenbildnis
  - Winterlandschaft, 1914, 83 × 134 cm
  - Der Menschheit Tragödie, 1919
  - Verschneit, 1919
- Radierungen
  - Kind am Spiegel, 1904
  - Abendstimmung am Lachersee, 1912, 41,5 × 31 cm, Aquatinta
  - Abendglut, 1919, farbige Radierung
  - Im Stall, 23,4 × 29 cm
  - Eine Wintersymphonie (Opus 47a–f): Mappe mit 6 Radierungen, 1927, 100 nummerierte Exemplare mit zusätzlichen Einzelblättern (101–300). Die einzelnen Blätter heißen: Introduktion (Benediktenwand), Romanze (Graseck), Sonate (Leutaschtal), Elegie (Reiterspitze), Nocaturno (Oberleutasch) und Cantate (Raintal)
  - Zypressen
  - Capri
  - Schiffe (in Holland)
  - Bayrisches Bauerngehöft
  - Kalter Wintertag
  - Winter im Gebirge
- Ex-Libris
  - für Else Kirschner, 6 × 9 cm
  - für einen Jäger
  - für Herr und Frau Steinhäuser (mehrere Varianten)
  - für Emil Mayer
- Werbegrafik: Plakate, Reklamemarken, Postkarten
  - Reklamemarke für Schweizer Uhrenhersteller, 4,2 × 5,7 cm, Lithographie, vor 1934
  - Plakate für div. Firmen in der Schweiz, Lithographie, vor 1934

## Ausstellungen
- 1905: Museum Osnabrück, Dürerbund
- 1906: Kunstverein Hamburg
- 1908: Internationale Kunstausstellung München
- 1915: Städtisches Museum Osnabrück, Dürerbund
- 1918: Kunstausstellung Baden-Baden
- 1919: Glaspalast München
- 1927: Ewer-Buchhandlung München, Ausstellung einer neuen Mappe mit 6 Radierungen (Eine Wintersymphonie)
- 1928: Galerie Paulus München, Ausstellung seiner Radierungen

## Querschnitt durch das Werk des Künstlers

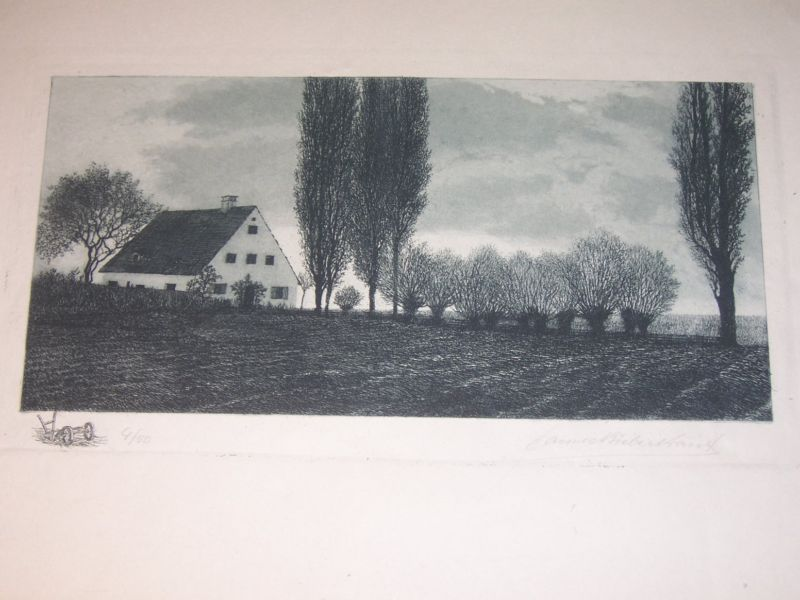
Aquatinta-Radierung: Nach dem Gewitter
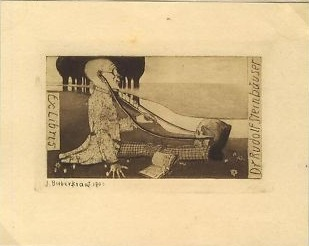
Ex-Libris, Radierung: Fuer Herrn Dr. Rudolf Steinhaeuser
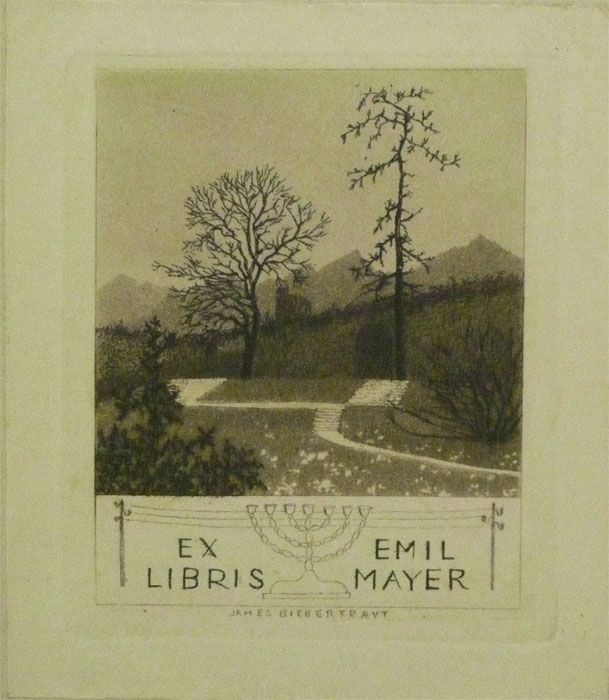
Ex-Libris, Radierung: Fuer Herrn Emil Mayer